# Aldeno
Aldeno (deutsch veraltet Aldein im Lagertal oder Alden) ist eine italienische Gemeinde (comune) mit 3278 Einwohnern (Stand 31. Dezember 2023) in der Provinz Trient, Region Trentino-Südtirol.

## Geographie
Aldeno liegt etwa 10 km südwestlich der Stadt Trient auf der orographisch rechten Talseite des Etschtals auf 200 m s.l.m. Der Ort ist auf dem Schwemmkegel des Torrente Arione entstanden, der in Aldeno aus dem tief erodierten Valle degli Inferni, wie der untere Bereich des Ceitals genannt wird, tritt und südlich von Aldeno in die Etsch mündet.
Das Gemeindegebiet von Aldeno grenzt im Norden und Osten an das Stadtgebiet von Trient, im Westen an das der Gemeinden Cimone und Garniga Terme, im Süden an Nomi und Pomarolo und im Südosten an das Gemeindegebiet von Besenello.
Geographisch zählt Aldeno bereits zum Vallagarina, wie der untere Abschnitt des Etschtales genannt wird. Administrativ gehört es aber nicht der Talgemeinschaft Vallagarina an, sondern der interkommunalen Verwaltungskooperation Territorio della Val d’Adige.

## Gemeindepartnerschaft
- Železná Ruda  Tschechien

## Bilder

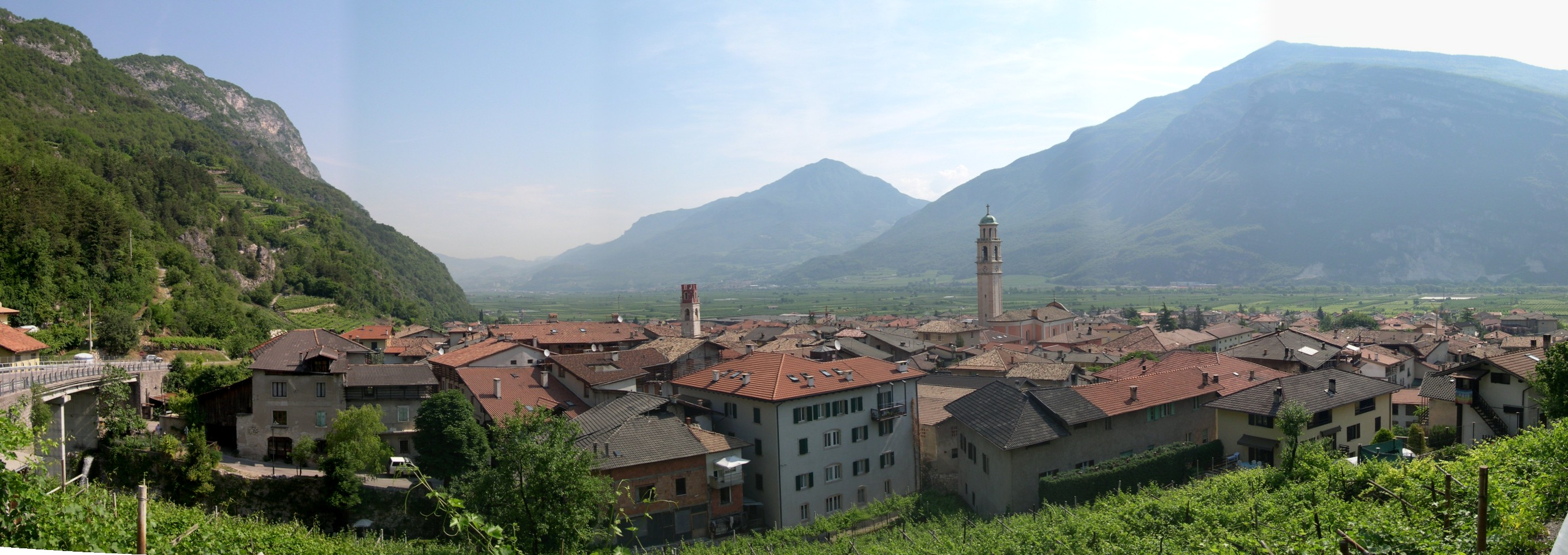
Aldeno mit Blickrichtung Norden, rechts im Hintergrund die Gruppe der Vigolana, links daneben die Marzola
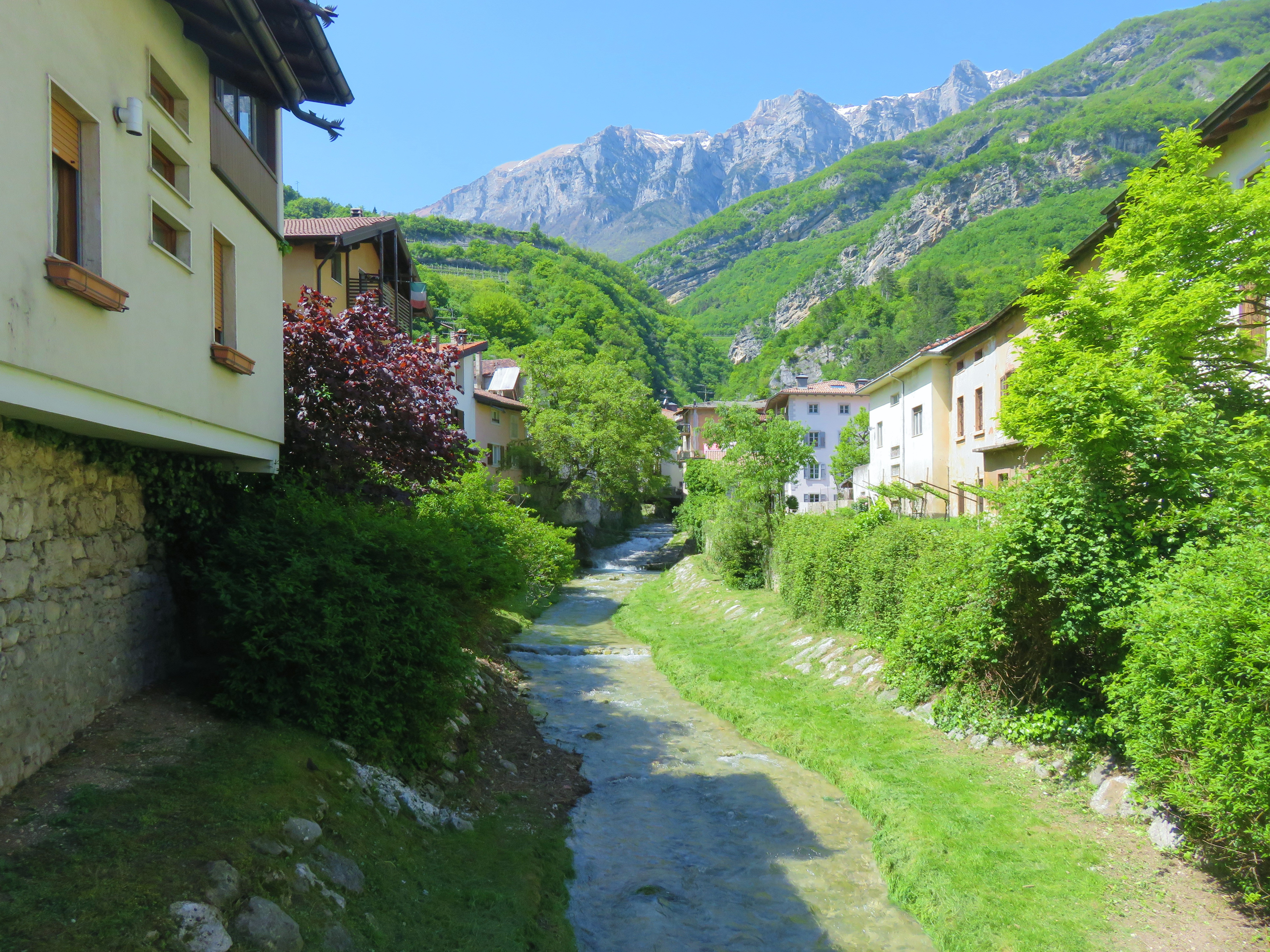
Torrente Arione
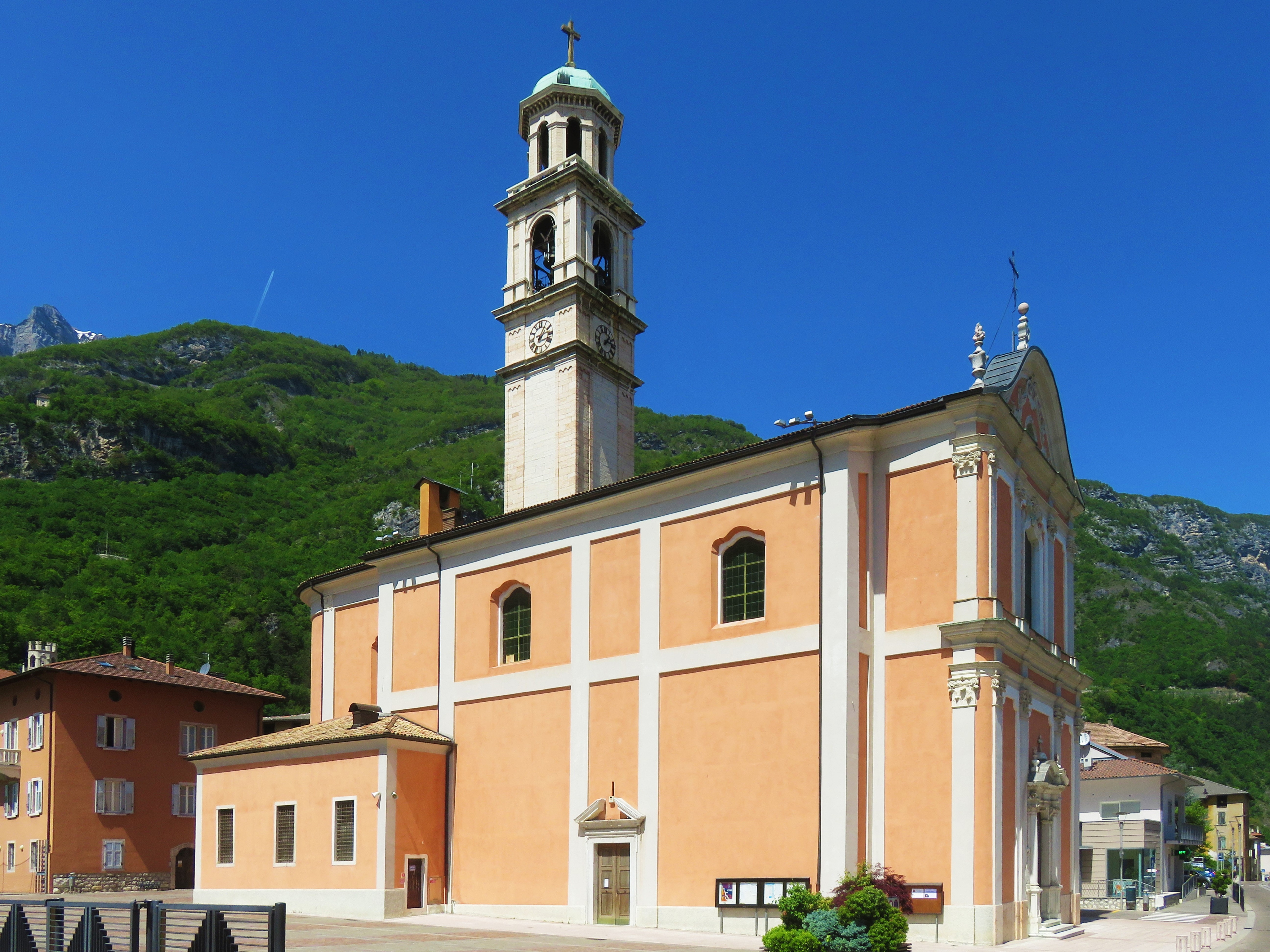
Pfarrkirche San Modesto (18. Jh.)
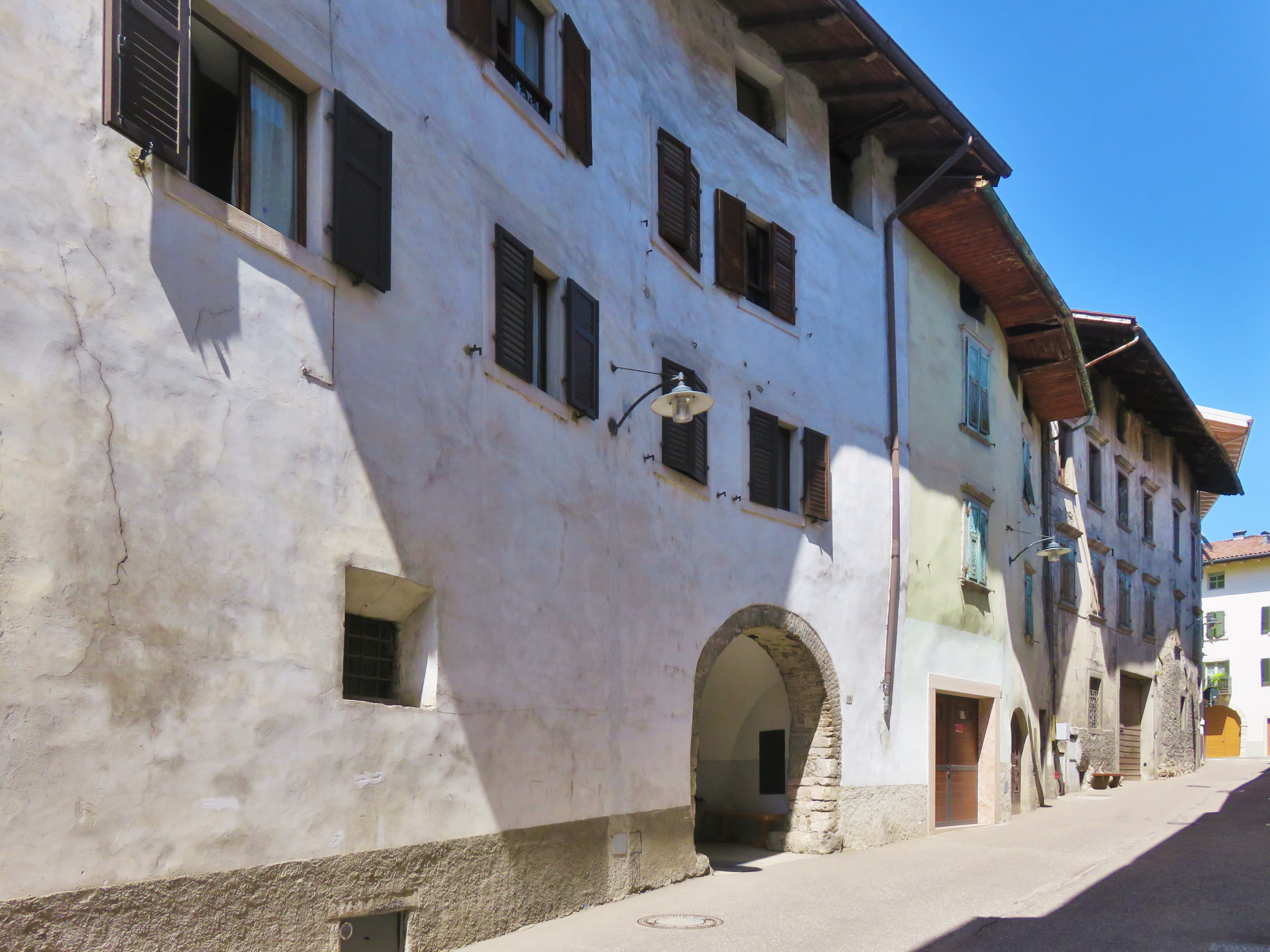
Historischer Ortskern